# Tour Landscape
La tour Landscape (anciennement tour IBM Europe, tour DDE puis tour Pascal) est un ensemble de deux gratte-ciel de bureaux situé dans le quartier d'affaires de La Défense, et précisément place des Degrés, à Puteaux. En 2017, un projet de modernisation est annoncé qui verra la fusion des deux tours et la hauteur totale portée à 101 mètres et le changement de nom pour Tour Landscape. Le chantier de restructuration a démarré durant l'été 2017 et s'est terminé en fin 2021. Eiffage Construction Grands Projets a réalisé ce chantier de restructuration.

## Historique
Construite en 1983, elle mesure quatre-vingt-quinze mètres de haut. Elle est composée de deux tours accolées l'une à l'autre :
- La tour Pascal A, (dix-neuf étages);
- La tour Pascal B, (vingt-huit étages).

Elle a hébergé une partie des services du Ministère de l'Écologie, du Développement durable et de l'Énergie.
Le Bureau d'enquêtes sur les événements de mer (BEAmer) a son siège dans la Tour Pascal B.

## Iconographie

Les tours Pascal avant leur rénovation
Vue de la passerelle entre les deux tours
Vue symétrique des deux tours
Tour Pascal à gauche de la Tour Voltaire
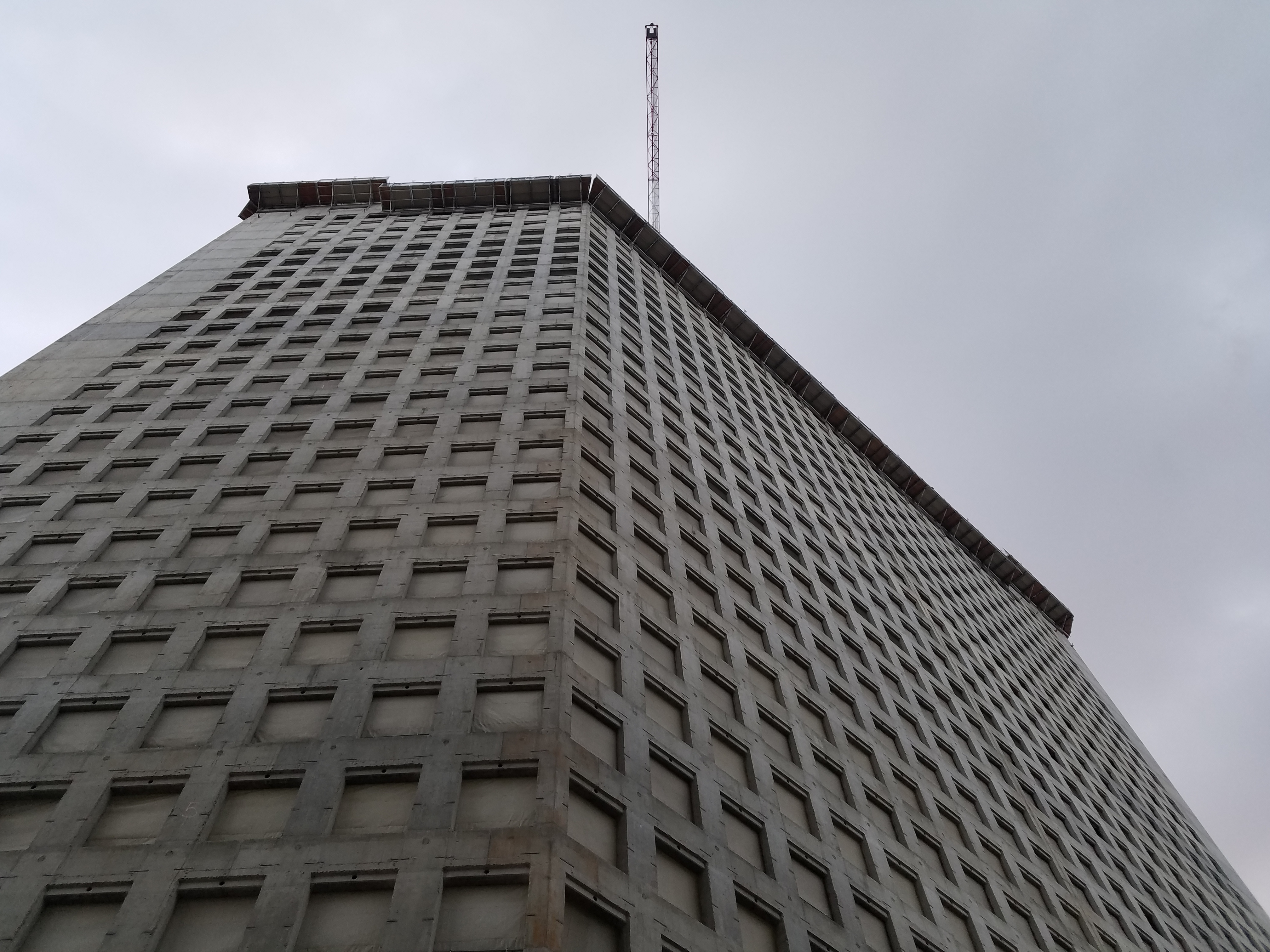
Chantier de la rénovation de la tour Pascal B en juillet 2018